# Френдсвил (Тенеси)
Френдсвил (енгл. Friendsville) град је у америчкој савезној држави Тенеси.

## Демографија
По попису из 2010. године број становника је 913, што је 23 (2,6%) становника више него 2000. године.
| Група             | 2000.       | 2010.       |
| Белци             | 862 (96,9%) | 874 (95,7%) |
| Афроамериканци    | 2 (0,2%)    | 9 (1,0%)    |
| Азијати           | 8 (0,9%)    | 3 (0,3%)    |
| Хиспаноамериканци | 9 (1,0%)    | 15 (1,6%)   |
| Укупно            | 890         | 913         |